# Radicchio
Radicchio (pronunție în italiană [raˈdikkjo] ) este o variantă perenă cultivată a cicoarei (Cichorium intybus, Asteraceae) cunoscută, uneori, sub numele de cicoare italiană, sau cicoare roșie, datorită utilizării sale comune în bucătăria italiană. Este cultivată ca legumă pentru salate și are de obicei frunze colorate, roșii, cu nervuri albe, care formează o căpățână. Radicchio are un gust amar și picant care se înmoaie dacă este pregatită la grătar sau prăjită .

## Istorie
Pliniu cel Bătrân a scris în Naturalis Historia că radicchio era folositoare pentru purificarea de sângelui și era un ajutor pentru insomniaci. Radicchio conține lactucopicrină⁠(d), un sedativ/analgezic, precum și un tip de flavonoid, numit antocianină .
Cultivarea modernă a plantei a început în secolul al XV-lea în regiunile Veneto, Friuli Venezia Giulia și Trentino din Italia, dar radicchio actual, a fost conceput în 1860 de către agronom belgian Francesco Van den Borre, care a folosit o tehnică numită imbianchimento, preforțare sau albire pentru a crea frunzele roșu închis, cu nervuri albe. Plantele sunt luate din sol și puse în apă, în șoproane întunecate, unde lipsa luminii și inhibarea ulterioară a producției de clorofilă fac ca plantele să-și piardă pigmentarea verde. 

## Soiuri
Soiurile de radicchio sunt numite după regiunile italiene de unde provin: soiul cel mai răspândit în Statele Unite este radicchio di Chioggia, cel mai popular și utilizat soi. Este căpățână rotundă a plantei, ceea ce înseamnă că oferă consumatorului cea mai neîntreruptă suprafață a colorării roșu intens. Din acest motiv, a fost creat prin selecția genetică de către fermierii locali la începutul anilor 1900. Zona denumirii de origine controlată pentru Chioggia include doar zece orașe din cartierele Veneției (unde se găsește Chioggia), Padova și Rovigo.
Radicchio rosso di Treviso precoce are o căpățână mai lungă decât Chioggia, iar nervurile albe sunt mai pronunțate. Are un gust amar distinctiv, iar capetele sunt albite conform procedurii andivei pentru a obține colorarea și aromatizarea (căpățânile sunt legate și lăsate fără lumină timp de două până la trei săptămâni, după recoltare). Zona IGP include 24 de orașe din cartierele Treviso, Veneția și Padova.
Alte soiuri includ: Treviso tardivo; este considerat regele radicchio în Italia. Aceasta implică săptămâni de muncă manuală minuțioasă, folosind o metodă tradițională de creștere forțată și de albire pentru a produce nervuri albe cu vârfuri roșii. După recoltare, căpățânile sunt lăsate în rezervoare cu apă curgătoare timp de două săptămâni. Apoi sunt tăiate, spălate și ambalate. Există reglementări stricte privind lungimea și aspectul rădăcinii lăsate pe cap. Radicchio tardivo este crocant și amar și se consumă, de obicei, gătit.
Soiul di Castelfranco se aseamănă cu florile, fiind foarte diferit ca aspect de celelalte tipuri de radicchio, cu frunze cremoase, de culoare verde deschis și pete roșii intense. Are o aromă mai dulce decât celelalte soiuri și se crede că a fost cultivat pentru prima dată în jurul secolului al IX-lea, provenind din încrucișarea plantelor originale de radicchio cu andivele. Zona denumirii de origine controlată acoperă 25 de orașe din cartierele Treviare, disponibile numai în lunile de iarnă, precum și „Gorizia” (cunoscută și ca „Rosa di Gorizia”), „Trieste” (Cicoria zuccherina sau Biondissim). Fermierii de radicchio din Veneto au căutat să li se aplice denumirea de origine controlată denumirilor unor soiuri de radicchio, inclusiv „Tardivo”.

## Utilizări culinare
În bucătăria italiană, este de obicei consumată la grătar, cu ulei de măsline, sau adaugată în mâncăruri precum Risotto⁠(d) . Se poate servi si cu paste sau poate fi folosit in strudel⁠(d), ca umplutura, sau ca ingredient pentru tapenade .
Ca în cazul tuturor cicoarelor, rădăcinile sale, după prăjire și măcinare, pot fi folosite ca înlocuitor sau aditiv pentru cafea.

## Toxicitate
În folclor se spune că utilizarea pe termen lung a cicoarei ca înlocuitor al cafelei poate deteriora țesutul retinei, diminuând vederea, în timp, provocând și alte efecte pe termen lung. 
Literatura științifică modernă conține puține dovezi care să susțină sau să respingă această afirmație. Rădăcina de cicoare conține uleiuri volatile asemănătoare cu cele găsite în plantele din genul înrudit Tanacetum⁠(d), care include tanacetul⁠(d) și este, de asemenea, eficientă în eliminarea viermilor paraziți. Toate părțile plantei conțin aceste uleiuri volatile, majoritatea componentelor toxice fiind concentrate în rădăcina plantei. 
Studiile indică faptul că ingestia de cicoare de către animalele de fermă are ca rezultat o reducere a viermilor intestinali, ceea ce a determinat utilizarea sa pe scară largă ca supliment pentru furaje.

## Cultivare
Radicchio este ușor de cultivat, însă oferă randament, cel mai bine, primăvara (Zona 8 USDA și mai sus) și toamna. Preferă udari mai frecvente, dar nu profunde, deși cantitatea de apă variază în funcție de tipul de sol. Udarea rară va produce frunzei un gust mai amar. Cu toate acestea, pentru culturile de toamnă, aroma este modificată preponderent de apariția vremii reci (cu cât mai rece, cu atât mai dulce), care inițiază și procesul de creștere in volum al căpățânii și înroșire la soiurile tradiționale. 
Există soiuri mai noi, sălbatice, al căror gust nu este la fel de bun ca un soi tradițional care s-a maturizat prin mai multe înghețuri (de exemplu, Alouette). Radicchio se maturizează în aproximativ trei luni. Cu toate acestea, poate fi făcut să reziste într-o iarnă britanică sau vest-europeană, iar capul se va regenera dacă este tăiat cu grijă, deasupra nivelului solului, atâta timp cât planta este protejată împotriva înghețului sever. Un capac care oprește lumina (de exemplu, un ghiveci inversat) poate fi folosit în ultimele faze de creștere, pentru a produce frunze cu un contrast de culoare mai pronunțat, protejând simultan împotriva înghețului și a vântului rece. 
În mod tradițional, în Regatul Unit, prima recoltare a căpățânilor de cicoare era aruncată, iar a doua, cea fragedă, era pentru consum. Cu toate acestea, soiurile altoite de radicchio (de exemplu, Rosso di Verona) și iernile, în general, mai blânde permit cultivatorului vest-european să recolteze două sau mai multe culturi dintr-o singură plantare.